# ATP 랭킹 1위 단식 테니스 선수 목록

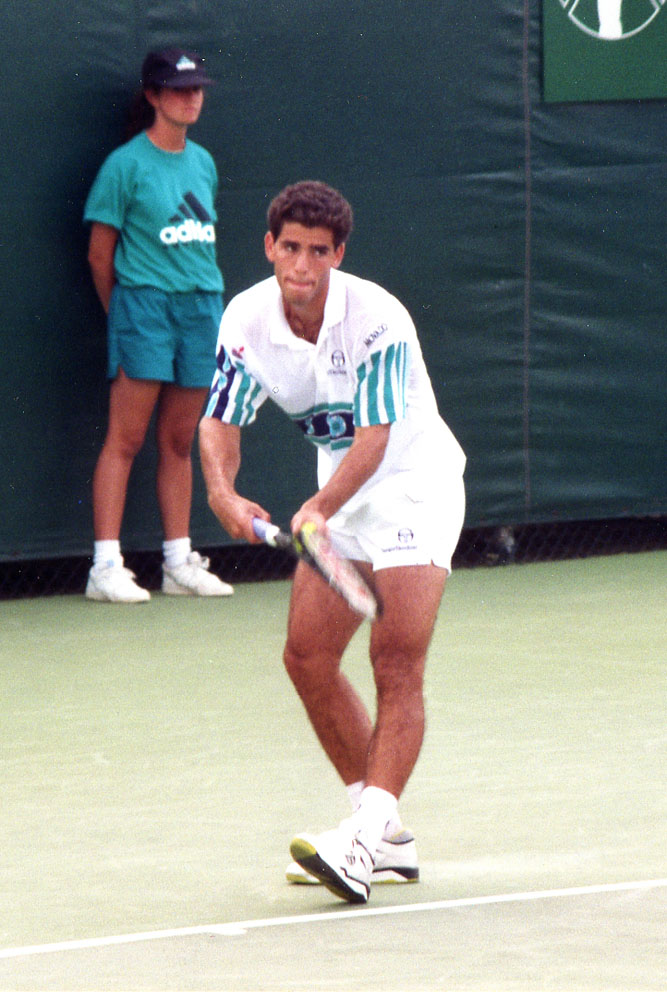
피트 샘프라스는 남자 선수 역대 최장인 총 286주간 ATP 세계 랭킹 1위를 기록했고, 이 기록은 후에 로저 페더러에 의해 깨지게 된다.

ATP 엔트리 랭킹은 ATP에서 만든 객관화된 랭킹 산정 체계로서 남자 테니스 대회의 참가자격 및 시드 배정을 결정하는 데에 적용된다. 과거 52주간의 누적 ATP 랭킹 포인트가 가장 높은 선수가 세계 랭킹 1위를 차지하게 된다. 포인트는 각 선수들이 출전한 대회에서 거둔 성적과 그 대회의 등급을 기준으로 산정된다.
선수들의 랭킹 포인트를 산정하는 방식은 지난 수 년간 몇 차례에 걸쳐 변화를 겪었다. 현재의 방식은 다음과 같다. 전년도 연말 랭킹 30위권 안에 든 선수는 의무적으로 4개 그랜드 슬램 대회 및 8개 ATP 월드 투어 마스터스 1000 대회에 출전하여야 한다. 추가적으로 ATP 월드 투어 500 시리즈 중 가장 성적이 좋았던 4개 대회의 성적과 기타 대회(ATP 월드 투어 250 시리즈 및 챌린저 대회) 중 역시 가장 성적 좋았던 2개 대회의 포인트를 모두 합산하여 랭킹을 산정하게 된다. 경기 경험이 없는 신규 등록 선수는 0점에서 시작하게 된다.
ATP가 랭킹 산정을 전산화한 1974년 8월 이래로 총 24명의 선수가 세계 랭킹 1위에 올랐다. 피트 샘프라스는 총 합산 286주간 랭킹 1위를 기록하여 남자 선수 중 가장 오랜 기간 동안 랭킹 1위를 기록했으나 이를 302주 랭킹 1위 기록을 보유한 로저 페더러에게 넘겨주었으며 남녀 선수를 통틀어 랭킹 1위 최장 기록은 슈테피 그라프의 총 377주이다.</ref>, 로저 페더러는 2004년부터 2008년까지 237주 연속으로 랭킹 1위를 기록하여 남녀 선수를 통틀어 최장 연속 랭킹 1위 기록을 갖고 있다. 한편 그랜드 슬램 대회에서의 우승 경력이 한 번도 없는 상태에서 세계 랭킹 1위를 기록한 선수는 2명이 있다. 체코슬로바키아 출신의 이반 렌들은 1983년 2월 생애 처음으로 랭킹 1위에 올랐는데, 그는 1984년 프랑스 오픈에서 우승할 때까지 그랜드 슬램 타이틀이 없었으며, 이전까지의 그랜드 슬램 최고 성적은 1981년 프랑스 오픈 준우승이었다. 마르셀로 리오스는 1998년 3월 처음으로 세계 랭킹 1위에 올랐는데, 그는 은퇴할 때까지 선수생활 중 그랜드 슬램 우승 경력이 전혀 없었으며 최고 성적은 1998년 호주 오픈 준우승이었다. 이 대회 결승에서 그는 체코의 페트르 코르다에게 패했다.
오스트레일리아의 레이튼 휴이트는 2001년 11월 만 20세 268일의 나이로 세계 랭킹 1위에 올라 현재까지 최연소 랭킹 1위 기록을 갖고 있다. 그는 2001년 US 오픈에서 우승하고 그 직후 같은 해 마스터스 컵 대회에서도 우승하면서 구스타보 쿠에르텐을 제치고 랭킹 1위에 올랐다. 안드레 애거시는 2003년 9월 7일 만 33세 4개월 9일의 나이로 세계 랭킹 1위에 올라 최연장 랭킹 1위 기록을 갖고 있다. 지미 코너스는 선수생활 중 최초로 세계 랭킹 1위에 오른 시기와 마지막으로 오른 시기의 간격이 가장 길다. 그는 1974년 7월 29일 처음으로 세계 랭킹 1위에 올랐다가 1983년 7월 3일 마지막으로 랭킹 1위에 올랐으며, 그 두 시기의 간격은 8년 11개월이다.
2008년 8월 18일 라파엘 나달이 로저 페더러를 제치고 세계 랭킹 1위에 오르면서 세계 랭킹 1위에 오른 24번째 남자 선수가 되었다. 또 그는 2008년 연말 랭킹 1위를 기록하여 연말 랭킹 1위에 오른 15번째 남자 선수가 되었다.

## 역대 랭킹 1위 선수
범례
| *  | 현재 랭킹 1위       |
| ** | 오픈 시대 최고 기록 |

| 나라       | 이름                      | 시작일           | 종료일           | 기간 (주) | 개인별 누적 합계 |
| ROM        | 일리에 나스타세 (1)       | 1973년 8월 23일  | 1974년 6월 2일   | 40        | 40               |
| AUS        | 존 뉴컴 (2)               | 1974년 6월 3일   | 1974년 7월 28일  | 8         | 8                |
| USA        | 지미 코너스 (3)           | 1974년 7월 29일  | 1977년 8월 22일  | 160       | 160              |
| SWE        | 비외른 보리 (4)           | 1977년 8월 23일  | 1977년 8월 29일  | 1         | 1                |
| USA        | 지미 코너스               | 1977년 8월 30일  | 1979년 4월 8일   | 84        | 244              |
| SWE        | 비외른 보리               | 1979년 4월 9일   | 1979년 5월 20일  | 6         | 7                |
| USA        | 지미 코너스               | 1979년 5월 21일  | 1979년 7월 8일   | 7         | 251              |
| SWE        | 비외른 보리               | 1979년 7월 9일   | 1980년 3월 2일   | 34        | 41               |
| USA        | 존 메켄로 (5)             | 1980년 3월 3일   | 1980년 3월 23일  | 3         | 3                |
| SWE        | 비외른 보리               | 1980년 3월 24일  | 1980년 8월 10일  | 20        | 61               |
| USA        | 존 메켄로                 | 1980년 8월 11일  | 1980년 8월 17일  | 1         | 4                |
| SWE        | 비외른 보리               | 1980년 8월 18일  | 1981년 7월 15일  | 46        | 107              |
| USA        | 존 메켄로                 | 1981년 7월 6일   | 1981년 7월 19일  | 2         | 6                |
| SWE        | 비외른 보리               | 1981년 7월 20일  | 1981년 8월 2일   | 2         | 109              |
| USA        | 존 메켄로                 | 1981년 8월 3일   | 1982년 9월 12일  | 58        | 64               |
| USA        | 지미 코너스               | 1982년 9월 13일  | 1982년 10월 31일 | 7         | 258              |
| USA        | 존 메켄로                 | 1982년 11월 1일  | 1982년 11월 7일  | 1         | 65               |
| USA        | 지미 코너스               | 1982년 11월 8일  | 1982년 11월 14일 | 1         | 259              |
| USA        | 존 메켄로                 | 1982년 11월 15일 | 1983년 1월 30일  | 11        | 76               |
| USA        | 지미 코너스               | 1983년 1월 31일  | 1983년 2월 6일   | 1         | 260              |
| USA        | 존 메켄로                 | 1983년 2월 7일   | 1983년 2월 13일  | 1         | 77               |
| USA        | 지미 코너스               | 1983년 2월 14일  | 1983년 2월 27일  | 2         | 262              |
| TCH        | 이반 렌들 (6)             | 1983년 2월 28일  | 1983년 5월 15일  | 11        | 11               |
| USA        | 지미 코너스               | 1983년 5월 16일  | 1983년 6월 5일   | 3         | 265              |
| USA        | 존 메켄로                 | 1983년 6월 6일   | 1983년 6월 12일  | 1         | 78               |
| USA        | 지미 코너스               | 1983년 6월 13일  | 1983년 7월 3일   | 3         | 268              |
| USA        | 존 메켄로                 | 1983년 7월 4일   | 1983년 10월 30일 | 17        | 95               |
| CZE        | 이반 렌들                 | 1983년 10월 31일 | 1983년 12월 11일 | 6         | 17               |
| USA        | 존 메켄로                 | 1983년 12월 12일 | 1984년 1월 8일   | 4         | 99               |
| CZE        | 이반 렌들                 | 1984년 1월 9일   | 1984년 3월 11일  | 9         | 26               |
| USA        | 존 메켄로                 | 1984년 3월 12일  | 1984년 6월 10일  | 13        | 112              |
| CZE        | 이반 렌들                 | 1984년 6월 11일  | 1984년 6월 17일  | 1         | 27               |
| USA        | 존 메켄로                 | 1984년 6월 18일  | 1984년 7월 8일   | 3         | 115              |
| CZE        | 이반 렌들                 | 1984년 7월 9일   | 1984년 8월 12일  | 5         | 32               |
| USA        | 존 메켄로                 | 1984년 8월 13일  | 1985년 8월 18일  | 53        | 168              |
| CZE        | 이반 렌들                 | 1985년 8월 19일  | 1985년 8월 25일  | 1         | 33               |
| USA        | 존 메켄로                 | 1985년 8월 26일  | 1985년 9월 8일   | 2         | 170              |
| CZE        | 이반 렌들                 | 1985년 9월 9일   | 1988년 9월 11일  | 157       | 190              |
| SWE        | 매츠 빌랜더 (7)           | 1988년 9월 12일  | 1989년 1월 29일  | 20        | 20               |
| CZE        | 이반 렌들                 | 1989년 1월 30일  | 1990년 8월 12일  | 80        | 270              |
| SWE        | 스테판 에드베리 (8)       | 1990년 8월 13일  | 1991년 1월 27일  | 24        | 24               |
| GER        | 보리스 베커 (9)           | 1991년 1월 28일  | 1991년 2월 17일  | 3         | 3                |
| SWE        | 스테판 에드베리           | 1991년 2월 18일  | 1991년 7월 7일   | 20        | 44               |
| GER        | 보리스 베커               | 1991년 7월 8일   | 1991년 9월 8일   | 9         | 12               |
| SWE        | 스테판 에드베리           | 1991년 9월 9일   | 1992년 2월 9일   | 22        | 66               |
| USA        | 짐 쿠리어 (10)            | 1992년 2월 10일  | 1992년 3월 22일  | 6         | 6                |
| SWE        | 스테판 에드베리           | 1992년 3월 23일  | 1992년 4월 12일  | 3         | 69               |
| USA        | 짐 쿠리어                 | 1992년 4월 13일  | 1992년 9월 13일  | 22        | 28               |
| SWE        | 스테판 에드베리           | 1992년 9월 14일  | 1992년 10월 4일  | 3         | 72               |
| USA        | 짐 쿠리어                 | 1992년 10월 5일  | 1993년 4월 11일  | 27        | 55               |
| USA        | 피트 샘프라스 (11)        | 1993년 4월 12일  | 1993년 8월 22일  | 19        | 19               |
| USA        | 짐 쿠리어                 | 1993년 8월 23일  | 1993년 9월 12일  | 3         | 58               |
| USA        | 피트 샘프라스             | 1993년 9월 13일  | 1995년 4월 9일   | 82        | 101              |
| USA        | 안드레 애거시 (12)        | 1995년 4월 10일  | 1995년 11월 5일  | 30        | 30               |
| USA        | 피트 샘프라스             | 1995년 11월 6일  | 1996년 1월 28일  | 12        | 113              |
| USA        | 안드레 애거시             | 1996년 1월 29일  | 1996년 2월 11일  | 2         | 32               |
| AUT        | 토마스 무스터 (13)        | 1996년 2월 12일  | 1996년 2월 18일  | 1         | 1                |
| USA        | 피트 샘프라스             | 1996년 2월 19일  | 1996년 3월 10일  | 3         | 116              |
| 오스트리아 | 토마스 무스터             | 1996년 3월 11일  | 1996년 4월 14일  | 5         | 6                |
| USA        | 피트 샘프라스             | 1996년 4월 15일  | 1998년 3월 29일  | 102       | 218              |
| CHI        | 마르셀로 리오스 (14)      | 1998년 3월 30일  | 1998년 4월 26일  | 4         | 4                |
| USA        | 피트 샘프라스             | 1998년 4월 27일  | 1998년 8월 9일   | 15        | 233              |
| CHI        | 마르셀로 리오스           | 1998년 8월 10일  | 1998년 8월 23일  | 2         | 6                |
| USA        | 피트 샘프라스             | 1998년 8월 24일  | 1999년 3월 14일  | 29        | 262              |
| ESP        | 카를로스 모야 (15)        | 1999년 3월 15일  | 1999년 3월 28일  | 2         | 2                |
| USA        | 피트 샘프라스             | 1999년 3월 29일  | 1999년 5월 2일   | 5         | 267              |
| RUS        | 예브게니 카펠니코프 (16)  | 1999년 5월 3일   | 1999년 6월 13일  | 6         | 6                |
| USA        | 피트 샘프라스             | 1999년 6월 14일  | 1999년 7월 4일   | 3         | 270              |
| USA        | 안드레 애거시             | 1999년 7월 5일   | 1999년 7월 25일  | 3         | 35               |
| AUS        | 패트릭 라프터 (17)        | 1999년 7월 26일  | 1999년 8월 1일   | 1         | 1                |
| USA        | 피트 샘프라스             | 1999년 8월 2일   | 1999년 9월 12일  | 6         | 276              |
| USA        | 안드레 애거시             | 1999년 9월 13일  | 2000년 9월 10일  | 52        | 87               |
| USA        | 피트 샘프라스             | 2000년 9월 11일  | 2000년 11월 19일 | 10        | 286              |
| RUS        | 마라트 사핀 (18)          | 2000년 11월 20일 | 2000년 12월 3일  | 2         | 2                |
| BRA        | 구스타보 쿠에르텐 (19)    | 2000년 12월 4일  | 2001년 1월 28일  | 8         | 8                |
| RUS        | 마라트 사핀               | 2001년 1월 29일  | 2001년 2월 25일  | 4         | 6                |
| BRA        | 구스타보 쿠에르텐         | 2001년 2월 26일  | 2001년 4월 1일   | 5         | 13               |
| RUS        | 마라트 사핀               | 2001년 4월 2일   | 2001년 4월 22일  | 3         | 9                |
| BRA        | 구스타보 쿠에르텐         | 2001년 4월 23일  | 2001년 11월 18일 | 30        | 43               |
| AUS        | 레이튼 휴이트 (20)        | 2001년 11월 19일 | 2003년 4월 27일  | 75        | 75               |
| USA        | 안드레 애거시             | 2003년 4월 28일  | 2003년 5월 11일  | 2         | 89               |
| AUS        | 레이튼 휴이트             | 2003년 5월 12일  | 2003년 6월 15일  | 5         | 80               |
| USA        | 안드레 애거시             | 2003년 6월 16일  | 2003년 9월 7일   | 12        | 101              |
| ESP        | 후안 카를로스 페레로 (21) | 2003년 9월 8일   | 2003년 11월 2일  | 8         | 8                |
| USA        | 앤디 로딕 (22)            | 2003년 11월 3일  | 2004년 2월 1일   | 13        | 13               |
| SUI        | 로저 페더러 (23)          | 2004년 2월 2일   | 2008년 8월 17일  | 237 **    | 237              |
| ESP        | 라파엘 나달 (24)*         | 2008년 8월 18일  | 2009년 7월 5일   | 46        | 46               |
| SUI        | 로저 페더러               | 2009년 7월 6     | 2010년 6월 6일   | 48        | 285              |
| ESP        | 라파엘 나달               | 2010년 6월 7일   | 2011년 7월 3일   | 56        | 102              |
| SRB        | 노박 조코비치             | 2011년 7월 4일   | 2012년 7월 8일   | 53        | 53               |
| SUI        | 로저 페더러 (3)           | 2012년 7월 9일   | 2012년 11월 4일  | 17        | 302**            |
| SRB        | 노박 조코비치             | 2012년 11월 5일  | 2013년 10월 6일  | 48        | 101              |
| ESP        | 라파엘 나달               | 2013년 10월 7일  | 2014년 7월 6일   | 39        | 141              |
| SRB        | 노박 조코비치 (2) *       | 2014년 7월 7일   | 현재             | 88        | 189              |

※ 누적 기간의 최종 합계는 각 선수들의 마지막 기록에 굵은 글씨로 표시됨.

※ 현재 랭킹 1위 선수는 별표(*)와 함께 해당 행이 파란색으로 표시됨. 

(업데이트: 2016년 3월 13일)

## 랭킹 1위 기간

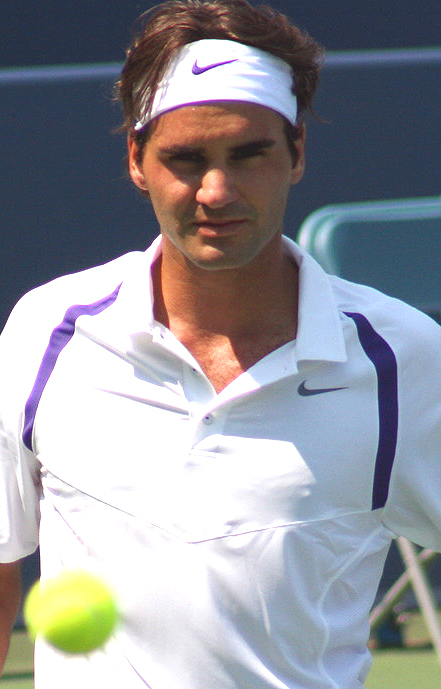
로저 페더러는 2004년부터 2008년까지 237주 연속 ATP 랭킹 1위를 기록하여 이 부문 최고 기록을 보유하고 있다.

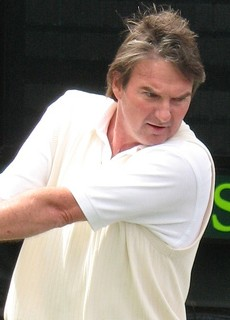
지미 코너스는 총 268주간 랭킹 1위를 기록했으며, 여기에는 160주 연속 랭킹 1위 기록이 포함된다.

로저 페더러는 통산 302주간 랭킹 1위를 기록하여 이 부문 최고 기록을 보유하고 있다(아래의 왼쪽 표). 또한 로저 페더러는 2004년 2월 2일부터 2008년까지 총 237주간 연속 랭킹 1위를 기록하여 이 부문 최고 기록 역시 보유하고 있다. 아래의 오른쪽 표는 연속 랭킹 1위 기록 순위를 나타낸다.
범례
| (숫자) | 해당 선수가 가진 연속 랭킹 1위 기록의 순위 |
| *      | 현재 진행 중인 기록                        |
| +      | 현역 선수                                  |

| 순위 | 선수                   | 합계(주) |
| ---- | ---------------------- | -------- |
| 1.   | 로저 페더러 +          | 302*     |
| 2.   | 피트 샘프라스          | 286      |
| 3.   | 이반 렌들              | 270      |
| 4.   | 지미 코너스            | 268      |
| 5.   | 존 메켄로              | 170      |
| 6.   | 비외른 보리            | 109      |
| 7.   | 안드레 애거시          | 101      |
| 8.   | 레이튼 휴이트 +        | 80       |
| 9.   | 스테판 에드베리        | 72       |
| 10.  | 짐 쿠리어              | 58       |
| 11.  | 라파엘 나달 +          | 46       |
| 12.  | 구스타보 쿠에르텐      | 43       |
| 13.  | 일리에 나스타시        | 40       |
| 14.  | 매츠 빌랜더            | 20       |
| 15.  | 앤디 로딕 +            | 13       |
| 16.  | 보리스 베커            | 12       |
| 17.  | 마라트 사핀            | 9        |
| 18.  | 존 뉴컴                | 8        |
| 18.  | 후안 카를로스 페레로 + | 8        |
| 20.  | 마르셀로 리오스        | 6        |
| 20.  | 예브게니 카펠니코프    | 6        |
| 20.  | 토마스 무스터          | 6        |
| 23.  | 카를로스 모야 +        | 2        |
| 24.  | 패트릭 라프터          | 1        |

| 순위 | 선수                  | 연속기간 |
| ---- | --------------------- | -------- |
| 1.   | 로저 페더러 (1) +     | 237      |
| 2.   | 지미 코너스 (1)       | 160      |
| 3.   | 이반 렌들 (1)         | 157      |
| 4.   | 피트 샘프라스 (1)     | 102      |
| 5.   | 지미 코너스 (2)       | 84       |
| 6.   | 피트 샘프라스 (2)     | 82       |
| 7.   | 이반 렌들 (2)         | 80       |
| 8.   | 레이튼 휴이트 (1) +   | 75       |
| 9.   | 존 메켄로 (1)         | 58       |
| 10.  | 존 메켄로 (2)         | 53       |
| 11.  | 안드레 애거시 (1)     | 52       |
| 12.  | 비외른 보리 (1)       | 46       |
| 12.  | 라파엘 나달 (1) +     | 46       |
| 14.  | 일리에 나스타시 (1)   | 40       |
| 15.  | 비외른 보리 (2)       | 34       |
| 16.  | 구스타보 쿠에르텐 (1) | 30       |
| 16.  | 안드레 애거시 (2)     | 30       |
| 18.  | 피트 샘프라스 (3)     | 29       |
| 19.  | 짐 쿠리어 (1)         | 27       |
| 20.  | 스테판 에드베리 (1)   | 24       |
| 21   | 로저 페더러 (2)       | 23*      |
| 22   | 짐 쿠리어 (2)         | 22       |
| 22.  | 스테판 에드베리 (2)   | 22       |
| 24.  | 비외른 보리 (3)       | 20       |
| 24.  | 매츠 빌랜더 (1)       | 20       |
| 24.  | 스테판 에드베리 (3)   | 20       |

(2009년 12월 10일 기준)

## 연말 랭킹 1위

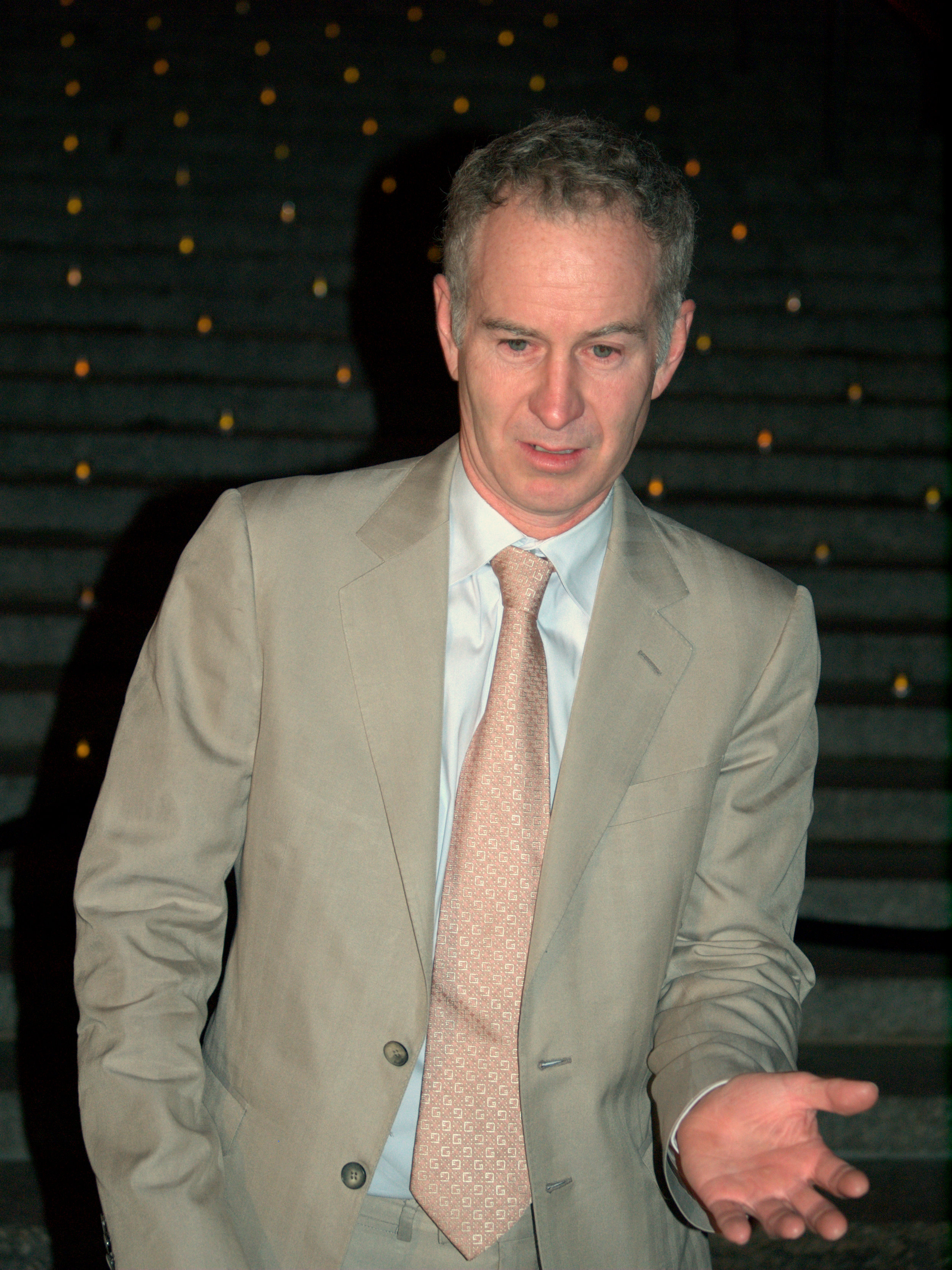
존 매켄로는 1981년부터 1984년까지 4년 연속 연말 랭킹 1위를 기록했다.

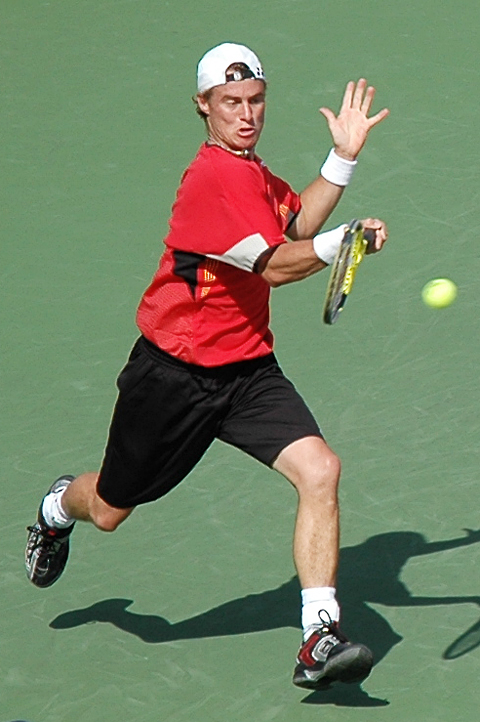
레이튼 휴이트는 2001년 11월 만20세의 나이로 세계 랭킹 1위에 올라 최연소 세계 랭킹 1위 기록을 세웠다.

연말 랭킹 1위는 역년(曆年) 간 가장 많은 랭킹 포인트를 누적 획득한 선수에게 돌아간다. 피트 샘프라스는 1993년부터 1998년까지 총 6년 연속으로 연말 랭킹 1위를 기록하여 이 부문 최고기록을 보유하고 있다. 그 다음으로 로저 페더러와 지미 코너스가 5회를 기록했으며, 존 매켄로, 이반 렌들은 4회를 기록했다.
선수 이름 뒤의 괄호 안의 숫자는 해당 선수가 연말 랭킹 1위를 기록한 누적 회수를 나타낸다. 예를 들어, '로저 페더러 (5)'는 로저 페더러가 그 해까지 총 5회 연말 랭킹 1위를 기록했음을 의미한다.
범례
| (1) | 연말 랭킹 1위를 기록한 개인 회수               |
| ∞   | 해당 연도 전체 기간동안 랭킹 1위를 유지한 경우 |

| 연도 | 선수                  |
| ---- | --------------------- |
| 1973 | 일리에 나스타시 (1)   |
| 1974 | 지미 코너스 (1)       |
| 1975 | 지미 코너스 (2) ∞     |
| 1976 | 지미 코너스 (3) ∞     |
| 1977 | 지미 코너스 (4)       |
| 1978 | 지미 코너스 (5) ∞     |
| 1979 | 비외른 보리 (1)       |
| 1980 | 비외른 보리 (2)       |
| 1981 | 존 메켄로 (1)         |
| 1982 | 존 메켄로 (2)         |
| 1983 | 존 메켄로 (3)         |
| 1984 | 존 메켄로 (4)         |
| 1985 | 이반 렌들 (1)         |
| 1986 | 이반 렌들 (2) ∞       |
| 1987 | 이반 렌들 (3) ∞       |
| 1988 | 매츠 빌랜더 (1)       |
| 1989 | 이반 렌들 (4)         |
| 1990 | 스테판 에드베리 (1)   |
| 1991 | 스테판 에드베리 (2)   |
| 1992 | 짐 쿠리어 (1)         |
| 1993 | 피트 샘프라스 (1)     |
| 1994 | 피트 샘프라스 (2) ∞   |
| 1995 | 피트 샘프라스 (3)     |
| 1996 | 피트 샘프라스 (4)     |
| 1997 | 피트 샘프라스 (5) ∞   |
| 1998 | 피트 샘프라스 (6)     |
| 1999 | 안드레 애거시 (1)     |
| 2000 | 구스타보 쿠에르텐 (1) |
| 2001 | 레이튼 휴이트 (1)     |
| 2002 | 레이튼 휴이트 (2) ∞   |
| 2003 | 앤디 로딕 (1)         |
| 2004 | 로저 페더러 (1)       |
| 2005 | 로저 페더러 (2) ∞     |
| 2006 | 로저 페더러 (3) ∞     |
| 2007 | 로저 페더러 (4) ∞     |
| 2008 | 라파엘 나달 (1)       |
| 2009 | 로저 페더러 (5)       |
| 2010 | 라파엘 나달 (2)       |
| 2011 | 노박 조코비치 (1)     |
| 2012 | 노박 조코비치 (2)     |
| 2013 | 라파엘 나달 (3)       |
| 2014 | 노박 조코비치 (3)     |

## 역년 랭킹 1위
다음 선수들은 1회 이상 역년 1위를 기록하였다.
1. 로저 페더러 - 2005, 2006, 2007 (연속)
2. 지미 코너스 - 1975, 1976, 1978
3. 이반 렌들 - 1986, 1987
4. 피트 샘프라스 - 1994, 1997
5. 레이튼 휴이트 - 2002

## 그랜드 슬램 우승 없이 랭킹 1위를 기록한 선수
다음 선수들은 그랜드 슬램에서 우승한 적이 없는 상태에서 세계 랭킹 1위를 달성했다.
| 선수            | 최초 랭킹 1위   | 최초 그랜드 슬램 우승 |
| --------------- | --------------- | --------------------- |
| 이반 렌들       | 1983년 2월 28일 | 1984년 프랑스 오픈    |
| 마르셀로 리오스 | 1998년 3월 30일 | 없음                  |

## 같이 보기
- 역대 WTA 랭킹 1위 테니스 선수 목록
- 역대 남자 테니스 선수 목록